# Slowaakse voetbalbond
De Slovenský futbalový zväz (SFZ) is de Slowaakse voetbalbond. De SFZ organiseert de competities in Slowakije zoals de Corgoň Liga en het bekertoernooi. De SFZ is ook verantwoordelijk voor het Slowaaks voetbalelftal. Het hoofdkantoor van de SFZ is gevestigd in Bratislava.

## Nationale ploegen
- Slowaaks voetbalelftal (mannen)
- Slowaaks voetbalelftal (vrouwen)
- Slowaaks voetbalelftal onder 21 (mannen)
- Slowaaks voetbalelftal onder 17 (vrouwen)